# Мильгидун
Мильгиду́н — село в Чернышевском районе Забайкальского края (Россия). Село является центром сельского поселения «Мильгидунское», расположено на левом берегу реки Куэнга, в 19 км к северо-западу от посёлка городского типа Чернышевск. В состав Мильгидунского самоуправления входят также село Кумаканда и посёлок при железнодорожной станции Налгекан.
В 2021 году население — 679 человек.

## История

Въезд в Мильгидун со стороны Букачачи

Основано в 1809 году тунгусами, двумя братьями из рода князя Гантимура. Входило в станицу Зюльзинскую, а с 1916 года образовало Мильгидунскую инородческую волость, в составе которой были села Кумаканда, Новоильинск, Улей и Бушулей. В 1922 году М. К. Ерофеевым организована одна из первых в Забайкалье коммун. В 1934 году создан колхоз «Красный пахарь». В результате объединения с колхозом «Красный комсомолец» (с. Кумаканда) образован колхоз им. В. И. Ленина с центральной усадьбой в Мильгидуне.

## Население
| 2010 | 2021 |
| ---- | ---- |
| 717  | ↘679 |

## Хозяйство
В селе имеются основная школа, клуб, библиотека, фельдшерско-акушерский пункт, отделение связи. Основное занятие жителей — сельскохозяйственное производство в коллективном (сельскохозяйственный производственный кооператив им. В. И. Ленина) и личных подсобных хозяйствах.
В Мильгидуне находится могила партизан Е. Е. Иконникова и Я. В. Простакишина, памятник воинам-землякам, погибшим в боях Великой Отечественной войны. Около школы установлен памятник Герою России Евгению Эпову.